# Oxalis dines
Oxalis dines är en harsyreväxtart som beskrevs av Ornduff. Oxalis dines ingår i släktet oxalisar, och familjen harsyreväxter. Inga underarter finns listade i Catalogue of Life.